# Backyard Baseball
Backyard Baseball är en serie basebollspel för barn som utvecklades av Humongous Entertainment och publicerades av Atari. Den släpptes först i oktober 1997 för Macintosh och Microsoft Windows. Senare spel fanns på Game Boy Advance, PlayStation 2, GameCube, Wii och iOS. Elva olika versioner av spelet har givits ut sedan 1997. Några av de speltitlar som skapades är Backyard Baseball, Backyard Baseball 2001-2010 och Backyard Sports: Sandlot Sluggers.